# ジャパンカーゴ
株式会社ジャパンカーゴは、埼玉県東松山市に本社を置く、すかいらーくグループの運輸事業者である。

## 概要

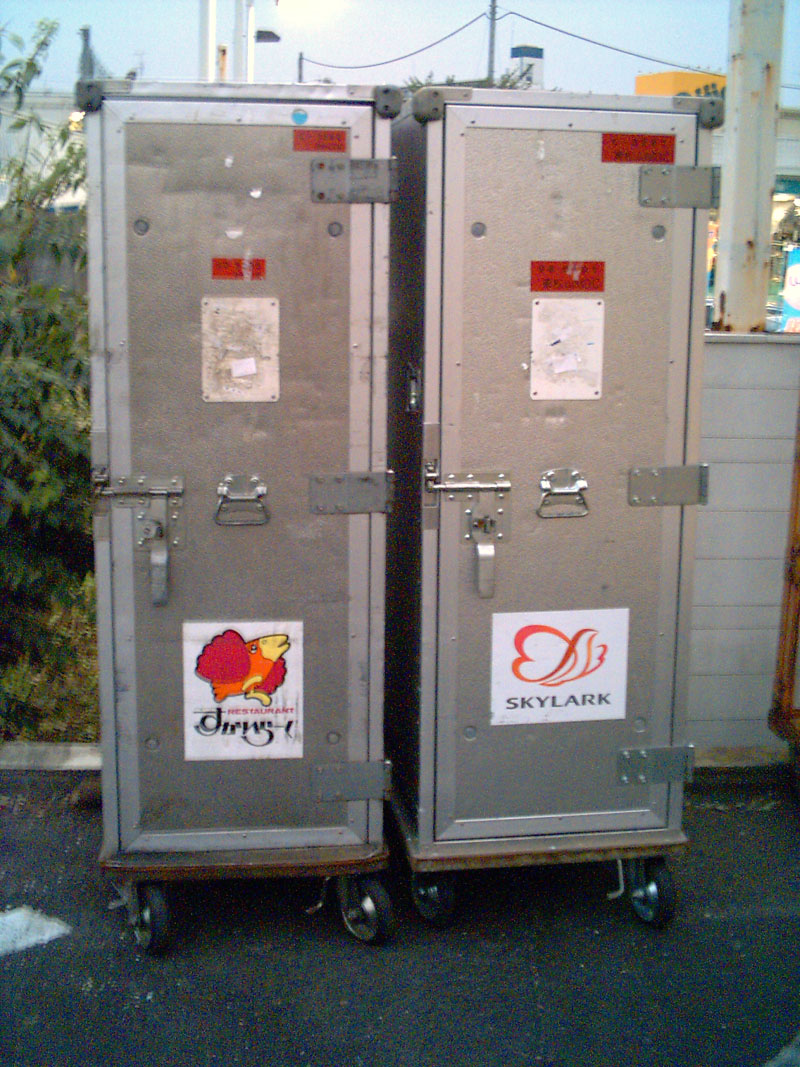
ジャパンカーゴ・グループ会社の冷蔵食材配送に利用されるコンテナ

すかいらーくグループの配送業務を中心に手がける。
- 本社：埼玉県東松山市御茶山町13-12
- 設立：1988年

## 事業所
- 東松山営業所（埼玉県東松山市）
- 多摩営業所（東京都武蔵村山市）
- 神奈川営業所（神奈川県相模原市中央区田名塩田）
- 酒々井営業所（千葉県印旛郡酒々井町）
- 阪神営業所（兵庫県西宮市）
- 岐阜営業所（岐阜県可児郡御嵩町）

その他